# Eris (dvärgplanet)
Eris (symbol: ) är en dvärgplanet i Kuiperbältet upptäckt 5 januari 2005 av astronomerna Chad Trujillo, David L Rabinowitz och Michael E. Brown med hjälp av foton tagna 21 oktober 2003. Eris har den största massan av dvärgplaneterna, 27 procent större massa än Pluto. Pluto har dock större volym.
Då Eris upptäcktes trodde man att den var större än Pluto, vilket väckte uppmärksamhet. Alla tidigare upptäckta objekt i Kuiperbältet hade varit mindre än Pluto, och inledningsvis kallade NASA därför Eris för solsystemets tionde planet. Vid upptäckten fick den först det provisoriska namnet 2003 UB313, och det helt inofficiella smeknamnet Xena, för att till sist få sin officiella beteckning 136199 Eris. 
Eris har en liten måne, Dysnomia, och tillsammans är de de mest avlägsna kända objekten i solsystemet. Oorts kometmoln finns dock utanför.

## Upptäckt

Animation som visar hur Eris upptäcktes. Eris syns till vänster i bild och rör sig nedåt.

Himlakroppen Eris upptäcktes 5 januari 2005 av Michael E. Brown, Chad Trujillo, och David L. Rabinowitz
vid California Institute of Technology (Caltech). Upptäckten gjordes med hjälp av bilder tagna från observatoriet på berget Palomar Mountain den 21 oktober 2003, och offentliggjordes 29 juli 2005, samma dag som två andra stora objekt i Kuiperbältet, Haumea och Makemake.
Rutinmässiga bilder togs av teamet den 21 oktober 2003 med hjälp av det 1 200 mm stora Samuel Oschinteleskopet vid Palomarobservatoriet i Kalifornien, men bilden på Eris upptäcktes inte direkt på grund av dess mycket långsamma färd över himlen; teamets automatiska bildletande mjukvara tar automatiskt bort de objekt som rör sig långsammare än 1,5 bågsekunder per timme för att reducera antalet störningar. I januari 2005 upptäcktes Eris genom nya analyser som avslöjade himlakroppens långsamma rörelse med stjärnorna som bakgrund.
Upptäckten följdes av observationer för att fastställa dess omloppsbana och därigenom avståndet. Teamet hade planerat att skjuta upp tillkännagivandet av upptäckten tills ytterligare observationer gjort för att kunna göra en mer noggrann beräkning av Eris omloppsbana, men eftersom ett annat stort objekt i Kuiperbältet upptäckts, 2003 EL61 (som senare fick namnet Haumea), tidigarelade man tillkännagivandet.
Fler observationer som publicerades i oktober 2005 visade att Eris hade en måne, som senare namngavs till Dysnomia. Observationer av Dysnomias omloppsbana gjorde att forskare kunde fastslå Eris massa, vilken man i juni 2007 beräkande till (1,66 ± 0.02) × 1022 kg, 27% större än Pluto.

## Planetstatus och namn

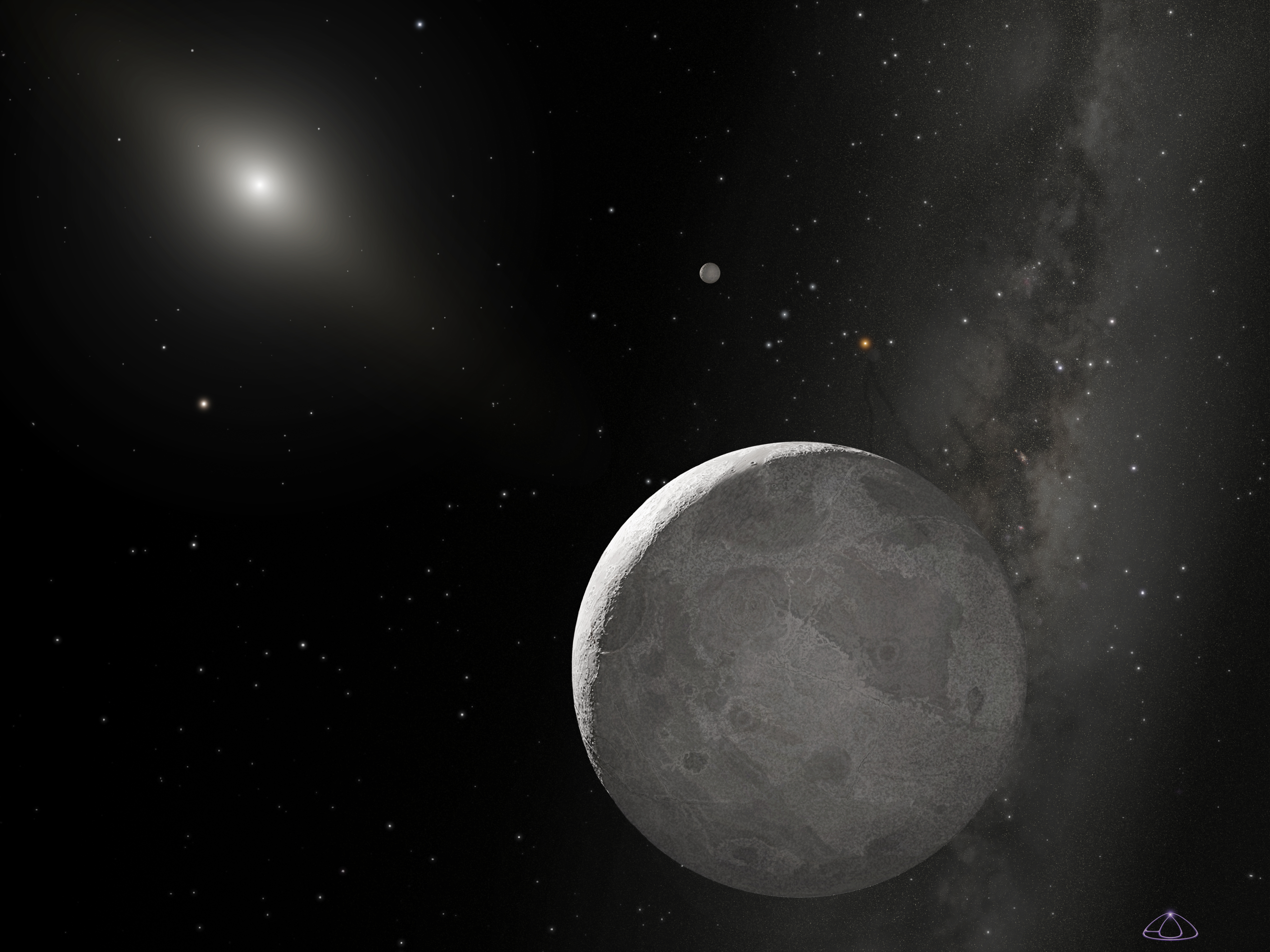
En målning som föreställer Eris

Namnet på denna himlakropp, Eris, offentliggjordes 13 september 2006. Dess måne gavs namnet Dysnomia. Namnet Eris kommer från den grekiska gudinnan Eris som var osämjans gudinna. Dvärgplaneten har orsakat en del debatt bland astronomer, och orsakat Plutos degradering från riktig planet till dvärgplanet, så att det nu bara finns åtta planeter. Debatten om vad som är en planet och inte, om huruvida Pluto ska räknas eller inte, och om namnet på Eris har pågått sedan offentliggörandet av dess upptäckt sommaren 2005. Debatten om Plutos status har fortsatt långt efter hösten 2006.
IAU beslutade efter upptäckten att en arbetsgrupp skulle definiera vad som är en planet, och först därefter namnge 2003 UB313 som Eris preliminärt kallades. Detta beslut skulle ha fattats i slutet av 2005, men något entydigt beslut om kriteriet för en planet kunde man inte enas om. Den 24 augusti 2006 beslutades kriteriet för en planet av IAU:s kongress. Beslutet innebar att det finns åtta planeter i solsystemet, och att 2003 UB313 och Pluto räknas som dvärgplaneter. Namnen Eris och Dysnomia beslutades samtidigt. Michael Brown som föreslagit namnet Eris till IAU, har medgett att namnet valdes med tanke på debatten om Plutos degradering.
Ett annat namn som nämndes var Xena, samt Gabrielle för månen, efter TV-serien Xena. De namnen användes av upptäckargruppen i interna diskussioner. Vissa populärvetenskapliga tidningar och artiklar i vanliga tidningar använde de namnen som om de var fastställda. IAU planerade inte att välja de namnen. Månen Dysnomia har dock fått lite av TV-serien i namnet eftersom huvudskådespelerskan Lucy Lawless efternamn kan översättas till Dysnomia/Δυσνομία (laglöshet) på grekiska. Dysnomia var också dotter till Eris i grekisk mytologi.

## Omloppsbana

Skisserna visar Eris (blå) omloppsbana jämförd med Saturnus, Uranus, Neptunus och Pluto (vit/grå). Bandelarna under ekliptikan är ritad i mörkare färger och de röda punkterna är Solen. Bilden till vänster är sedd från en pol, medan bilderna till höger är olika utsikter från ekliptikan.

Medelavståndet till solen är cirka 67,7091 astronomiska enheter.
Verkligt avstånd år 2014 är cirka 96.4 AU (14, 4 miljarder km), mycket nära dess aphelium, klart mer än några andra kända synliga objekt i solsystemet (det finns kända kometer längre bort men de kan inte ses). Omloppstiden hos Eris är cirka 555 år (203 500 dagar).

## Storlek
Himlakroppens diameter uppskattades ursprungligen vara från 2 390 till 5 000 kilometer eller mer. Observationer gjorda i långvågigt infrarött av tyska astronomer förbättrade uppskattningen av diametern till 3000±400 km, senare nedjusterat. Slutligen har observationer gjorda 9-10 december 2005 med Hubbleteleskopet gett en diameter på 2 384 ± 96 km.. Observationer gjorda i början av 2007 med Rymdteleskopet Spitzer har gett en diameter på 2400–3000 km I oktober 2011 publicerade en forskargrupp från Belgien, Frankrike och Tyskland mer exakta mätningar från ett teleskop vid La Silla-observatoriet i Chile. Eris diameter kunde fastställas till 2 326 kilometer.

## Yta
Eris yta verkar reflektera ljus bättre än nyfallen snö. Ytan är antagligen täckt av is.

## Dysnomia
Dysnomia är Eris enda kända måne. Dysnomia har en diameter på ungefär 250 km.
Dysnomia upptäcktes den 10 september 2005, med hjälp av Keck-observatoriet, under arbete med att studera Eris. 